# Grupo Folclórico Ucraniano Kyiv (Pitanga)
El Grupo Folclórico Ucraniano Kyiv es una asociación cultural sin fines de lucro de la ciudad de Pitanga, en Brasil.
Fue fundado en 1972 y pertenece a la Parroquia de Nuestra Señora de la Gloria de la Iglesia greco-católica ucraniana. Cuenta con 110 miembros que se dividen entre pre-infantil, infantil, juvenil/adulto y mayores.
A diferencia de los cuerpos de ballet de otras comunidades, una particularidad destacada entre los ucranianos es que casi todos sus ballets están vinculados y administrados por las iglesias. Esta organización se percibe como la forma más adecuada de mantenerlos, evitando la influencia de intereses particulares. En cada festividad o evento religioso, cívico o político, los integrantes del ballet participan vistiendo trajes tradicionales y portando estandartes que reflejan su afiliación.
En idioma ucraniano, Kyiv (Київ) hace referencia a Kiev, la capital y ciudad más grande de Ucrania. Es un importante centro cultural, político, económico y religioso del país, con una historia que se remonta a más de 1.500 años.
Tuvieron a su cargo la organización de la XXVIII edición del Festival Nacional de Danzas Ucranianas en el año 2022.